# 서대문자연사박물관
서대문 자연사 박물관(Seodaemun Museum of Natural History)은 서울특별시 서대문구 연희동에 위치한 자연사 박물관이다. 서대문자연사박물관은 10,000m²(약 3,078평)에 지하 1층, 지상 3층 규모(연면적 2,102평)로 세워졌으며, 2000년 1월 착공해 3년 6개월 만에 완공되었다. 서대문구청에 의해 만들어져, 대한민국의 첫 지방자치단체에 의한 종합 자연사박물관이다.
전시 내용은 지구의 탄생과 변화, 생명체의 다양한 모습과 흔적 등이 주제별로 꾸며져 있다. 1층 중앙홀에서는 거대한 육식 공룡의 골격화석 및 여러 종류의 화석을 볼 수 있다. 중생대 백악기 공룡인 아크로칸토사우루스, 익룡인 프테라노돈의 골격 등이 전시돼 있다. 1층 '인간과자연관'에서는 생태계 개념, 기후변화 및 멸종위기 식물과 한강에 서식하는 어류를 전시한 수족관도 매우 인상적이다. 2층 '생명진화관'은 태초의 생명이 현재의 인류로 진화한 과정을 전시하는 곳으로, 서해안에서 발견된 스트로마톨라이트를 볼 수 있다. 이는 미생물인 시아노박테리아가 광합성 활동 등을 하면서 만들어낸 층 모양의 줄무늬 암석이다. 서대문자연사박물관 방문연구원 문경수가 서호주에서 직접 공수해 기증한 스트로마톨라이트 또한 볼 수 있다. 또한 선캄브리아기, 고생대, 중생대, 신생대의 화석들과 포유류, 조류, 곤충, 양서 파충류, 어류 등 다양한 생물 표본들을 만날 수 있다. 최근 티라노사우루스 렉스 복제품을 새로 설치하여 전시하고 있다. 3층 '지구환경관'에서는 빅뱅부터 지구가 형성되는 과정을 영상으로 볼 수 있다. 우주에서 온 철질 운석을 직접 만져볼 수도 있다. 동굴관은 동굴의 종류와 생성원리, 석회암동굴의 단면을 살펴볼 수 있다. 자연에서 생성된 광물표본(보석광물, 형광광물 포함)과 퇴적암, 변성암, 화성암 등 암석 표본들이 전시되어 있다.
2021년 8월부터 3층 공룡공원에 북파크를 설치 운영하고 있으며, 박물관 정원을 야외 공룡공원으로 조성하였다. 매주 월요일은 휴관한다.

## 갤러리
- 중앙홀 1
- 중앙홀 2
- 아프리카 기린
- 2층 생명진화관 입구 아시아코끼리

## 같이 보기
- 서울특별시의 박물관과 미술관 목록